# Monaster Šišatovac
Monaster Šišatovac (serb. cyrylica Манастир Шишатовац) – prawosławny klasztor w kompleksie monasterów Fruškiej gory, powstały w XVI w.
Według tradycji twórcami monasteru byli prawosławni zakonnicy z Žičy, którzy razem ze swoim ihumenem Teofanem (lub Teofilem) uciekli ze swojego klasztoru na ziemię sremską, chroniąc się przed Turkami. Osiedlili się na miejscu dzisiejszego monasteru przy znajdującej się tam starej cerkiewce św. Mikołaja. W pierwszych latach istnienia klasztor nosił nazwę Remetica, zaś jego patronem był św. Mikołaj z Miry. Około 1520, lub pomiędzy 1545 a 1550 wzniesiono nowe budynki klasztorne, zmieniając również jego wezwanie na Narodzenie Matki Bożej. Od połowy XVI w. klasztor jest już wzmiankowany w źródłach pod swoją współczesną nazwą. Od 1543 w monasterze przechowywane były relikwie św. Stefana Štiljanovicia.
W 1634 na miejscu wcześniejszej cerkwi monasterskiej została zbudowana nowa świątynia, której budowniczymi byli mistrzowie Jovan i Gašpar. Była to cerkiew dwukopułowa. W 1742 dobudowano do niej czterokondygnacyjną dzwonnicę. W latach 1758–1778, z inicjatywy przełożonego klasztoru, archimandryty Wincentego (Popovicia), na miejscu cerkwi z XVII w. powstała nowa, utrzymana w stylu barokowym i znacznie przewyższająca rozmiarami inne świątynie monasterskie na Fruškiej gorze. Jej patronami zostali święci Piotr i Paweł. W 1793 cerkiew została ozdobiona zespołem fresków wykonanych przez ikonografa Grigorije Davidovicia-Obšicia, który jest również autorem znajdującego się w niej ikonostasu. Na przełomie XVIII i XIX w. wzniesiono również kompleks budynków mieszkalnych i gospodarczych. Razem z cerkwią tworzyły one zamknięty czworobok.
Monaster został całkowicie zniszczony w czasie II wojny światowej. Po jej zakończeniu odrestaurowano jego główną cerkiew oraz jeden budynek mieszkalny. W początkach XXI w. podjęto odbudowę kolejnego.
W bibliotece monasteru Šišatovac znajduje się znaczna liczba zabytkowych ksiąg liturgicznych, w tym spisany w 1324 tzw. Šišatovacki Apostoł oraz księgi z XVI i XVII stulecia. W zakrystii cerkwi klasztornej przetrwały krzyże z XVI, XVII i XVIII w.